# Tom Cloet
Pas d'image ? Cliquez ici
Tom Cloet, né le 19 juin 1975 à Courtrai en Belgique, est un pilote de course automobile et un homme d'affaires belge.

## Carrière
En 2019, après quelques années sans compétition, Tom Cloet est de retour au volant. Il a ainsi participé a des championnats tels que l'Heritage Touring Cup, les Sixties Endurance et le festival de Formule Ford.
En 2020, Tom Cloet s'est tourné vers les championnats organisés par l'ACO. C'est ainsi qu'il a participé à la Michelin Le Mans Cup, tout d'abord avec l’écurie belge Mühlner Motorsport pour trois manches du championnat et une manche avec l'écurie polonaise Team Virage. Il a ainsi marqué 12.5 points et se classa 19e dans ce championnat. Il a également eu l'opportunité de rouler dans le championnat European Le Mans Series pour l'écurie britannique BHK Motorsport pour les deux dernière manches du championnat.

## Palmarès

### Résultats aux24 Heures du Mans
| Année | Écurie                    | Copilotes                         | Voiture             | Classe | Tours | Pos. | Class Pos. |
| ----- | ------------------------- | --------------------------------- | ------------------- | ------ | ----- | ---- | ---------- |
| 2006  | Noël del Bello Racing     | Adam Sharpe (pl) Patrick Bourdais | Porsche 911 GT3 RSR | GT2    | 115   | Abd. | Abd.       |
| 2021  | Racing Team India Eurasia | James Winslow John Corbett        | Ligier JS P217      | LMP2   | 338   | 28e  | 16e        |

### Résultats aux24 Heures de Daytona
| Année | Écurie | Copilotes                                     | Voiture             | Classe | Tours | Pos. | Class Pos. |
| ----- | ------ | --------------------------------------------- | ------------------- | ------ | ----- | ---- | ---------- |
| 2007  | TRG    | Pierre Bourque (en) Mike Solley Auston Harris | Porsche 997 GT3 Cup | GT     | 588   | 28e  | 12e        |

### Résultats enEuropean Le Mans Series
| Année | Ecurie            | Châssis            | Moteur                               | Classe | 1      | 2       | 3     | 4      | 5         | 6      | Position | Points |
| ----- | ----------------- | ------------------ | ------------------------------------ | ------ | ------ | ------- | ----- | ------ | --------- | ------ | -------- | ------ |
| 2020  | BHK Motorsport    | Ligier JS P3       | Nissan VK56VE 5,6 l V8 atmosphérique | LMP3   | LEC    | SPA     | LEC   | MON 10 | POR 8     |        | 27e      | 5      |
| 2021  | Racing Experience | Duqueine M30 - D08 | Nissan VK56VE 5,6 l V8 atmosphérique | LMP3   | BAR 15 | RBR Nc. | LEC 8 | MON 11 | SPA Forf. | POR 13 | 31e      | 5.5    |

### Résultats enAsian Le Mans Series
| Année | Écurie         | Châssis           | Moteur                    | Classe | 1        | 2     | 3     | 4     | Position | Points |
| ----- | -------------- | ----------------- | ------------------------- | ------ | -------- | ----- | ----- | ----- | -------- | ------ |
| 2021  | ARC Bratislava | Ginetta G61-LT-P3 | Nissan VK56 5,6 l V8 Atmo | LMP3   | DUB Abd. | DUB 9 | ABU 6 | ABU 9 | 9e       | 14     |

### Résultats enMichelin Le Mans Cup
| Année | Ecurie             | Châssis            | Moteur                               | Classe | 1     | 2      | 3      | 4      | 5      | 6   | 7   | Position | Points |
| ----- | ------------------ | ------------------ | ------------------------------------ | ------ | ----- | ------ | ------ | ------ | ------ | --- | --- | -------- | ------ |
| 2020  | Mühlner Motorsport | Duqueine M30 - D08 | Nissan VK56VE 5,6 l V8 atmosphérique | LMP3   | RIC 4 | SPA 11 | LEC 11 |        |        |     |     | 19e      | 12.5   |
| 2020  | Team Virage        | Ligier JS P320     | Nissan VK56VE 5,6 l V8 atmosphérique | LMP3   |       |        |        | LMS 11 | LMS 20 | MON | POR | 19e      | 12.5   |